# Syllepis marialis
Syllepis marialis là một loài bướm đêm trong họ Crambidae.